# Модерах, Карл Фёдорович
Карл Фёдорович Модерах (27 сентября [8 октября] 1747, Санкт-Петербург — 12 [24] июня 1819, Санкт-Петербург) — российский военный инженер и государственный деятель, Пермский и Вятский генерал-губернатор в 1804—1811 годах; тайный советник.

## Биография
Родился в Санкт-Петербурге 27 сентября 1747 года, в дворянской семье немецкого происхождения: его отец, Карл Фридрих, в 1749 году стал академиком Петербургской академии.
В 1764 году окончил Инженерный корпус и поступил на службу. К 1789 году, когда ему было присвоено звание инженер-полковника, он имел репутацию одного из лучших инженеров в России. В Петербурге он руководил строительством различных каналов и дорог, гранитной набережной Фонтанки, Большого каменного театра (сейчас на его фундаменте стоит здание консерватории).
В 1789 году оставил военную службу и перешёл на государственную, причём 26 ноября того же года был награждён орденом св. Георгия 4-й степени (№ 685 по кавалерскому списку Григоровича — Степанова).
29 апреля 1796 года получил назначение в Пермь на смену умершему правителю Пермского наместничества И. В. Колтовскому. После смерти в том же году генерал-губернатора А. А. Волкова Пермское и Тобольское генерал-губернаторство, в соответствии с указом императора Павла I от 12 декабря 1796 года «О новом разделении государства на губернии», было разделено на Пермскую и Тобольскую губернии, должность генерал-губернатора была упразднена. В 1797 году губернатор Модерах, удостоившись особой монаршей милости нового императора, из инженер-полковника был пожалован чином действительного статского советника, в то время как все остальные губернаторы (исключая ещё одного) получили отставку.
На посту губернатора он приложил усилия к строительству и благоустройству дорог, сооружению казённых и общественных зданий. П. И. Мельников-Печерский отмечал: «Дороги Пермской губернии он довёл до такого совершенства, что им удивлялись иностранцы, видевшие шоссе Франции и Англии». Причём, как отмечает В. С. Верхоланцев, «удивительно то, что он делал это без издержек для казны и без отягощения обывателей, благодаря только своей истинно немецкой расчётливости». Разработанный им строительный план города Перми осуществлялся в течение всего XIX века.
В 1804 году Модерах возглавил учреждённое Пермское и Вятское генерал-губернаторство. С 1804 года руководил строительством Северо-Екатерининского канала, соединившего бассейны рек Камы и Вычегды. С 1806 года занимал также должность начальника горных заводов хребта Уральского. В 1810 году получил звание тайного советника.
Указом от 22 марта 1811 года был уволен, попросив на это высочайшего соизволения, и произведён в сенаторы. С его уходом Пермское и Вятское генерал-губернаторство было упразднено. Модерах покинул Пермь 27 мая 1811 года, сопровождаемый толпами благодарных жителей и звоном колоколов всех церквей.
После Отечественной войны 1812 года сенаторы Модерах и Болотников по поручению императора обследовали последствия разорения в Москве и Смоленске, после чего были организованы восстановительные работы и помощь нуждающемуся населению. В знак признательности за добросовестно выполненное поручение московское купечество поднесло Карлу Фёдоровичу 100 000 рублей и стихи, начинавшиеся такими словами:

Москве, измученной от зол и страха,

Монарх прислал в утеху Модераха, —

Чтоб излечить её от лютых ран,

Которые нанес ей злой тиран…

Модерах принял стихи, а деньги попросил раздать нуждающимся.
Модерах стал единственным губернатором, место службы которого не менялось при трёх царствующих персонах: Екатерине II, Павле I и Александре I; утверждается, что он ни разу за все годы губернаторства не выезжал из Перми ни по делам, ни в отпуск, ни на лечение.
Карл Фёдорович Модерах умер 12 (24) июня 1819 года. Похоронен на Волковском лютеранском кладбище.

## Семья
Жена (с 27.10.1773) — Иоганна-Елизавета Вернер (23.08.1752—17.02.1817), родилась и выросла в Дармштадте. По словам Вигеля, была «добрая немка, которая, как казалось, охотно должна была ходить и на кухню, и на погреб». В браке имела сына Александра (1781— ?; в 1804 году адъютанта в Екатеринбургском мушкетерском полку) и шесть дочерей, из которых Наталья была замужем за И. М. Энгельгардтом (ум. 1822), Шарлотта была замужем за Михаилом Андреевичем Ушаковым, а Софья (1782—1852) за генерал-майором А. С. Певцовым, в 1826—1852 года она возглавляла Московское училище ордена св. Екатерины.